# Arrondissement de Beaune
L'arrondissement de Beaune est une division administrative française, située dans le département de la Côte-d'Or et la région Bourgogne-Franche-Comté.

## Composition
| N° | Canton              | Nombre de communes | Population (2015) |
| -- | ------------------- | ------------------ | ----------------- |
| 1  | Arnay-le-Duc        | 90                 | 19015             |
| 3  | Beaune              | 1                  | 21661             |
| 4  | Brazey-en-Plaine    | 38                 | 20798             |
| 17 | Ladoix-Serrigny     | 38                 | 20148             |
| 20 | Nuits-Saint-Georges | 25                 | 20719             |
|    |                     | 192                | 111 409           |

### Découpage communal depuis 2015
Depuis 2015, le nombre de communes des arrondissements varie chaque année soit du fait du redécoupage cantonal de 2014 qui a conduit à l'ajustement de périmètres de certains arrondissements, soit à la suite de la création de communes nouvelles. Le nombre de communes de l'arrondissement de Beaune est ainsi de 194 en 2015, 193 en 2016, 223 en 2017 et 222 en 2019.
Au 1er janvier 2024, l'arrondissement groupe les 222 communes suivantes :
1. Agencourt
2. Allerey
3. Aloxe-Corton
4. Antheuil
5. Antigny-la-Ville
6. Arcenant
7. Arconcey
8. Argilly
9. Arnay-le-Duc
10. Aubaine
11. Aubigny-en-Plaine
12. Aubigny-la-Ronce
13. Auvillars-sur-Saône
14. Auxant
15. Auxey-Duresses
16. Bagnot
17. Bard-le-Régulier
18. Barges
19. Baubigny
20. Beaune
21. Bellenot-sous-Pouilly
22. Bessey-en-Chaume
23. Bessey-la-Cour
24. Beurey-Bauguay
25. Bévy
26. Blancey
27. Blanot
28. Bligny-lès-Beaune
29. Bligny-sur-Ouche
30. Boncourt-le-Bois
31. Bonnencontre
32. Bouhey
33. Bouilland
34. Bousselange
35. Bouze-lès-Beaune
36. Brazey-en-Morvan
37. Brazey-en-Plaine
38. Brochon
39. Broin
40. Broindon
41. La Bussière-sur-Ouche
42. Censerey
43. Chailly-sur-Armançon
44. Chamblanc
45. Chambœuf
46. Chambolle-Musigny
47. Champignolles
48. Charrey-sur-Saône
49. Chassagne-Montrachet
50. Châteauneuf
51. Châtellenot
52. Chaudenay-la-Ville
53. Chaudenay-le-Château
54. Chaux
55. Chazilly
56. Chevannes
57. Chevigny-en-Valière
58. Chivres
59. Chorey-les-Beaune
60. Civry-en-Montagne
61. Clomot
62. Collonges-lès-Bévy
63. Colombier
64. Combertault
65. Comblanchien
66. Commarin
67. Corberon
68. Corcelles-les-Arts
69. Corcelles-lès-Cîteaux
70. Corgengoux
71. Corgoloin
72. Cormot-Vauchignon
73. Corpeau
74. Couchey
75. Créancey
76. Crugey
77. Culètre
78. Curley
79. Curtil-Vergy
80. Cussy-la-Colonne
81. Cussy-le-Châtel
82. Détain-et-Bruant
83. Diancey
84. Ébaty
85. Échenon
86. Échevronne
87. Écutigny
88. Éguilly
89. Épernay-sous-Gevrey
90. Esbarres
91. Essey
92. L'Étang-Vergy
93. Le Fête
94. Fixin
95. Flagey-Echézeaux
96. Foissy
97. Franxault
98. Fussey
99. Gerland
100. Gevrey-Chambertin
101. Gilly-lès-Cîteaux
102. Glanon
103. Grosbois-lès-Tichey
104. Jallanges
105. Jouey
106. Labergement-lès-Seurre
107. Labruyère
108. Lacanche
109. Ladoix-Serrigny
110. Lanthes
111. Laperrière-sur-Saône
112. Lechâtelet
113. Levernois
114. Liernais
115. Longecourt-lès-Culêtre
116. Losne
117. Lusigny-sur-Ouche
118. Maconge
119. Magnien
120. Magny-lès-Aubigny
121. Magny-lès-Villers
122. Maligny
123. Manlay
124. Marcheseuil
125. Marcilly-Ogny
126. Marey-lès-Fussey
127. Marigny-lès-Reullée
128. Martrois
129. Mavilly-Mandelot
130. Meilly-sur-Rouvres
131. Meloisey
132. Ménessaire
133. Merceuil
134. Messanges
135. Meuilley
136. Meursanges
137. Meursault
138. Mimeure
139. Molinot
140. Montagny-lès-Beaune
141. Montagny-lès-Seurre
142. Montceau-et-Écharnant
143. Monthelie
144. Montmain
145. Montot
146. Mont-Saint-Jean
147. Morey-Saint-Denis
148. Musigny
149. Nantoux
150. Noiron-sous-Gevrey
151. Nolay
152. Nuits-Saint-Georges
153. Pagny-la-Ville
154. Pagny-le-Château
155. Painblanc
156. Pernand-Vergelesses
157. Pommard
158. Pouilly-en-Auxois
159. Pouilly-sur-Saône
160. Premeaux-Prissey
161. Puligny-Montrachet
162. Quincey
163. Reulle-Vergy
164. La Rochepot
165. Rouvres-sous-Meilly
166. Ruffey-lès-Beaune
167. Saint-Aubin
168. Saint-Bernard
169. Saint-Jean-de-Losne
170. Sainte-Marie-la-Blanche
171. Saint-Martin-de-la-Mer
172. Saint-Nicolas-lès-Cîteaux
173. Saint-Philibert
174. Saint-Pierre-en-Vaux
175. Saint-Prix-lès-Arnay
176. Saint-Romain
177. Sainte-Sabine
178. Saint-Seine-en-Bâche
179. Saint-Symphorien-sur-Saône
180. Saint-Usage
181. Samerey
182. Santenay
183. Santosse
184. Saulon-la-Chapelle
185. Saulon-la-Rue
186. Saussey
187. Savigny-lès-Beaune
188. Savilly
189. Savouges
190. Segrois
191. Semarey
192. Semezanges
193. Seurre
194. Sussey
195. Tailly
196. Ternant
197. Thoisy-le-Désert
198. Thomirey
199. Thorey-sur-Ouche
200. Thury
201. Tichey
202. Trouhans
203. Trugny
204. Urcy
205. Valforêt
206. Val-Mont
207. Vandenesse-en-Auxois
208. Veilly
209. Veuvey-sur-Ouche
210. Vianges
211. Vic-des-Prés
212. Viévy
213. Vignoles
214. Villars-Fontaine
215. Villebichot
216. Villers-la-Faye
217. Villiers-en-Morvan
218. Villy-le-Moutier
219. Volnay
220. Vosne-Romanée
221. Voudenay
222. Vougeot

## Démographie
En 2022, l'arrondissement comptait 109 350 habitants.
| 1968   | 1975   | 1982   | 1990   | 1999   | 2006   | 2011   | 2016    | 2021    |
| ------ | ------ | ------ | ------ | ------ | ------ | ------ | ------- | ------- |
| 82 616 | 84 024 | 87 729 | 90 377 | 92 131 | 94 120 | 97 300 | 111 295 | 109 089 |

| 2022    | - | - | - | - | - | - | - | - |
| ------- | - | - | - | - | - | - | - | - |
| 109 350 | - | - | - | - | - | - | - | - |

## Sous-préfets
| Période           | Période           | Identité                          | Fonction précédente                                                          | Observation                                             |
| ----------------- | ----------------- | --------------------------------- | ---------------------------------------------------------------------------- | ------------------------------------------------------- |
|                   |                   |                                   |                                                                              |                                                         |
| 6 février 1821    | 6 février 1821    | Antoine de Suleau                 | Sous-préfet de Forcalquier                                                   | Non installé                                            |
|                   |                   |                                   |                                                                              |                                                         |
| 27 décembre 1846  | 22 février 1848   | Charlemagne de Maupas (1818-1888) | Sous-préfet d'Uzès                                                           | Révoqué à la révolution française de 1848               |
| 12 mars 1848      | 8 avril 1848      | Jules Carion                      | Membre de la commission exécutive de Dijon                                   | Nommé préfet de la Côte-d'Or par intérim                |
|                   |                   |                                   |                                                                              |                                                         |
| 20 septembre 1871 | 1er juillet 1873  | Jules Pointu-Nores                | Sous-préfet de Carpentras                                                    | Nommé sous-préfet de Mirecourt                          |
| 1er juillet 1873  | 6 avril 1874      | Camille Hepp                      | Sous-préfet de Mirecourt                                                     | Nommé sous-préfet de Pontivy                            |
| 6 avril 1874      | 19 mai 1877       | Jean Blanchet                     | Sous-préfet de Thiers                                                        | Nommé préfet de la Haute-Savoie                         |
| 30 décembre 1877  | 3 septembre 1879  | Edmond Leboeuf                    | Conseiller à la préfecture de la Haute-Marne                                 | Nommé sous-préfet de Saintes                            |
| 3 septembre 1879  | 17 novembre 1880  | Jacques Comolet                   | Sous-préfet de Grasse                                                        | Nommé sous-préfet d'Aix                                 |
| 17 novembre 1880  | 28 février 1882   | Charles Colomb                    | Sous-préfet d'Albertville                                                    | Nommé sous-préfet de Marmande                           |
|                   |                   |                                   |                                                                              |                                                         |
| 18 avril 1891     | 21 octobre 1898   | Paul Nancey                       | Sous-préfet de Chinon                                                        | Nommé sous-préfet de Dunkerque                          |
| 21 octobre 1898   | 31 juillet 1901   | Théodore Jouffroy                 | Sous-préfet d'Orange                                                         | Remplacé et devient percepteur                          |
| 31 juillet 1901   | 30 décembre 1905  | Aristide Rousselot                | Secrétaire général de la préfecture d'Ille-et-Vilaine                        | Nommé sous-préfet de Montbrison                         |
| 30 décembre 1905  | 17 février 1908   | Etienne Coyne                     | Sous-préfet de Gray                                                          | Nommé sous-préfet de Saint-Quentin                      |
| 17 février 1908   | 15 octobre 1912   | Jacques Régnier                   | Sous-préfet de Nogent-le-Rotrou                                              | Nommé secrétaire général de la préfecture de la Gironde |
| 15 octobre 1912   | 31 décembre 1913  | Georges Goublet                   | Sous-préfet de Fontenay-le-Comte                                             | Nommé administrateur du Territoire de Belfort           |
|                   |                   |                                   |                                                                              |                                                         |
| 12 janvier 1914   | 2 mars 1922       | George Grimanelli                 | Secrétaire général de la préfecture de la Savoie                             | Nommé préfet des Hautes-Alpes                           |
| 2 mars 1922       | 15 novembre 1923  | Jacques Chevreux                  | Secrétaire général de la préfecture du Bas-Rhin                              | Nommé secrétaire général de la préfecture de la Somme   |
| 15 novembre 1923  | 7 décembre 1923   | Louis Contencin                   |                                                                              | Nommé directeur de cabinet du préfet de police (Naudin) |
| 15 novembre 1923  | 25 août 1924      | Henri Chaumet                     | Sous-préfet de Bougie en Algérie française                                   | Nommé chef de cabinet du préfet de police               |
| 8 septembre 1924  | 7 novembre 1925   | Maurice Luchaire                  | Sous-préfet de Provins                                                       | Nommé sous-préfet de Fontainebleau                      |
| 7 novembre 1925   | 20 juin 1930      | Louis Tournier                    | Secrétaire général de la préfecture de la Côte-d'Or                          | Nommé sous-préfet de Reims                              |
| 20 juin 1930      | 19 janvier 1934   | Paul Balley                       | Secrétaire général de la préfecture de la Côte-d'Or                          | Nommé sous-préfet de Toulon                             |
|                   |                   |                                   |                                                                              |                                                         |
| 8 janvier 1941    | 18 décembre 1941  | Victor Leydet                     | Sous-préfet de Guingamp                                                      | Nommé sous-préfet de Béthune                            |
| 18 décembre 1941  | 5 août 1943       | François Pelletier                | Secrétaire général de la préfecture du Nord                                  | Nommé préfet de la Corse                                |
|                   |                   |                                   |                                                                              |                                                         |
| 11 janvier 1945   | 19 novembre 1947  | Pierre Bailly                     | Sous-préfet de Castres avant le Régime de Vichy                              | Nommé préfet de la Haute-Loire                          |
| 28 décembre 1947  | 11 février 1952   | André Thisy                       | Secrétaire général de la préfecture de la Côte-d'Or                          | Nommé sous-préfet du Havre                              |
|                   |                   |                                   |                                                                              |                                                         |
| 5 octobre 1955    | 30 juillet 1956   | Michel Junot                      | Chef de cabinet du ministre de la reconstruction et du logement Roger Duchet | En mission à l'administration centrale                  |
|                   |                   |                                   |                                                                              |                                                         |
|                   | 7 août 1991       | Pierre Builly                     |                                                                              |                                                         |
| 7 août 1991       | 24 novembre 1994  | Marie-France Combier              |                                                                              | Nommée secrétaire général de la préfecture de la Drôme  |
| 24 novembre 1994  |                   | Yves Voirin                       | Sous-préfet de Sens                                                          |                                                         |
|                   |                   |                                   |                                                                              |                                                         |
|                   | 28 août 2000      | Didier Paris                      |                                                                              | Redevient magistrat                                     |
|                   |                   |                                   |                                                                              |                                                         |
| 6 juillet 2007    | 29 juillet 2010   | Alice Rozié                       | Sous-préfète du Marin                                                        |                                                         |
|                   | 23 juillet 2013   | Evelyne Guyon                     |                                                                              | Nommée sous-préfète de Provins                          |
| 23 juillet 2013   | 25 septembre 2015 | Anne Frackowiak-Jacobs            |                                                                              |                                                         |
| 25 septembre 2015 | 27 juin 2017      | Florence Vilmus                   | Sous-préfète chargée de mission auprès du préfet de la Haute-Garonne         | Nommée sous-préfète d'Étampes                           |
| 27 juin 2017      | 15 mai 2020       | Jean-Baptiste Peyrat              | Directeur de cabinet du préfet des Pyrénées-Atlantiques                      |                                                         |
| 15 mai 2020       | 21 juin 2023      | Myriel Porteous                   | Sous-préfète de Limoux                                                       |                                                         |
| 6 juillet 2023    | En cours          | Benoît Byrski                     | Sous-préfet de Montmorillon                                                  |                                                         |